# Stanislav Rostotski
Stanislav Iosifovitx Rostotski (rus: Станислав Иосифович Ростоцкий; Ríbinsk, 21 d'abril de 1922 - Víborg, 10 d'agost de 2001) fou un guionista i director de cinema soviètic, guanyador de dos Premis Estatals de l'URSS i un Premi Lenin. El 1974 fou nomenat Artista del Poble de l'URSS.

## Primers anys
Pertanyia a una família russo-polonesa. El seu avi Boleslaw Rostotsky serví com a general de l'Exèrcit Imperial Rus i fiscal per ordre personal del tsar. El seu pare Iosif Boleslawovitx Rostotsky (1890—1965)) fou un aclamat metge, docent, autor de 200 monografies, a més de secretari del Consell Mèdic Científic a la Comissaria de la Salut del Poble. La seva mare Lidia Karlovna Rostotskaia (1882—1964) va ser una molinera convertida en mestressa de casa; era mig francesa. El seu germà Boleslaw Norbert Iosifovich Rostotsky (1912—1981) va ser un famós historiador del teatre.
Als cinc anys, Stanilsav va veure El cuirassat Potemkin i es va obsessionar amb el cinema. El 1936 va conèixer a Serguei Eisenstein i va participar en la seva inacabada pel·lícula Bejin lug com a actor. Eisenstein es va convertir en el seu professor i bon amic. Va convèncer Stanislav que només una persona instruïda i educada pot convertir-se en director de cinema. Això va influir en la seva decisió d'entrar a l'Institut de Filosofia i Literatura el 1940, amb la intenció d'ingressar al VGIK.
El 1942 es va allistar a l'Exèrcit Roig. En un any fou enviat a la primera. Va exercir de fotoperiodista al Sisè Cos de Cavalleria i va viatjar de Viazma a través de Smolensk a Rivne. El 1944 Rostotski va resultar greument ferit en combat a prop de Dubno quan va ser atropellat per un tanc nazi. Va sobreviure només a causa d'una trinxera on el seu cos estava parcialment enterrat. Segons Rostotsky, una de les cames estava inutilitzada, així com la seva caixa toràcica i la seva mà. "A més, un fragment de metralla em va ferir al cap ... Bé que els companys em van treure la pistola; si no, probablement m'hauria disparat. Perquè vaig passar 22 hores estirat en aquest pantà, perdent la consciència, així que vaig tenir temps per pensar".
Fou salvat per un dels soldats que passaven, i després, per la infermera del front Anna Txugunova que el va portar a l'hospital. Rostotski li va dedicar més tard la seva pel·lícula A zori zdes tíkhie. Com a resultat de gangrena, va perdre una de les cames (una amputació de genoll inferior). Portava una pròtesi, però mai no ho va mencionar i va portar una vida activa. Moltes persones que treballaven amb ell ni tan sols es van adonar que estava discapacitat. Es va negar a utilitzar un bastó de caminar malgrat el dolor, sobretot durant els últims anys.
Fou guardonat amb l'Orde de la Guerra Patriòtica de Primera Classe i l'Orde de l'Estrella Roja.

## Trajectòria
Durant el setembre de 1944, als 22 anys, Stanislav es va incorporar a VGIK per convertir-se en director de cinema. El seu professor era Grigori Kozintsev. Va estudiar set anys, treballant simultàniament com a assistent de Kozintsev a l'estudi Lenfilm. El 1952, Rostotski va dirigir la seva pel·lícula de graduació. Durant l'audició va conèixer a la seva futura esposa, l'actriu Nina Menxikova. Rostotski va rebre bones recomanacions i va ser enviat a treballar a l'Estudi de Cinema Gorki on va passar els propers 35 any.
Entre 1955 i 1989 Rostotski va dirigir i codirigir 12 pel·lícules cinematogràfiques, un curtmetratge i un documental Proféssia - kinoaktior (1979) dedicat al seu íntim amic Viatxeslav Tíkhonov que va actuar en cinc de les seves pel·lícules en els papers principals. A diferència de molts altres directors, va dirigir la seva dona una sola vegada, en un paper secundari a la pel·lícula Dojiviom do ponedelnika (1968). El seu fill Andrei Rostotski, actor i professional, també va rebre un únic paper en el quadre històric de guerra Eskadron gusar letuchikh (1980) codirigit per Stanislav sota el pseudònim de Stepan Stepanov. La guerra va ser un tema recurrent a la majoria de les seves pel·lícules, referida directament o indirectament. Va ser nomenat Artista del Poble de l'URSS el 1974.
També va exercir de professor al VGIK i de president del Jurat al 9è Festival Internacional de Cinema de Moscou el 1975, el 10è Festival Internacional de Cinema de Moscou el 1977, l'11è Festival Internacional de Cinema de Moscou el 1979, el 12è Festival Internacional de Cinema de Moscou el 1981 i el 13è Festival Internacional de Cinema de Moscou el 1983. Com a periodista va col·laborar habitualment en diverses publicacions periòdiques de pel·lícules i llibres biogràfics, va escriure sobre Serguei Eisenstein, Grigori Kozintsev, Andrei Moskvin i Leonid Bíkov.
Membre durant molt de temps de la Unió de Cineastes, va perdre el seu lloc al consell durant l'infame V Congrés dels Realitzadors Soviètics el 1986, on fou acusat de "nepotisme" i "conformisme polític" al costat de Lev Kulidjanov, Serguei Bondartxuk i altres màxims. directors. Això va provocar una fractura, reestructuració i canvis dramàtics. Molts crítics i cineastes consideren que és l'inici de la decadència del cinema soviètic. El mateix Rostotski va abandonar la indústria després d'acabar la seva última pel·lícula Iz jizni Fíodora Kuzkina el 1989. En les seves posteriors entrevistes, va dir que no li quedava res a dir i que estava horroritzat per l'estat actual del cinema. Segons ell, els joves necessitaven emocions positives, però en canvi les últimes pel·lícules soviètiques i russes i l'art en general es basaven principalment en la vulgaritat i els instints.

## Darrers anys
Durant els anys noranta, Rostotski va passar molt de temps a la seva casa, al costat del golf de Finlàndia, pescant, ja que era el seu hobby favorit. Es va dirigir al cinema només una vegada: per actuar a la minisèrie de TV de 1998 Na nojakh, una adaptació de la novel·la clàssica del mateix nom (director Alexandr Orlov). També va prendre part al festival de cinema Finestra d'Europa a Víborg.
Rostotski va morir el 10 d'agost del 2001 de camí al festival. Va sentir un fort dolor al pit i va aconseguir pujar al cotxe. La seva esposa va trucar a l'ambulància, però els metges no van poder salvar-lo. Stanislav Rostotski fou enterrat a Moscou, al cementiri de Vagànkovo. En només un any, el seu únic fill Andrei Rostotski va morir tràgicament al caure per un penya-segat mentre preparava la seva nova pel·lícula.

## Filmografia
- 1955 — Zemlià i liudi (rus: Земля и люди, Terra i poble)
- 1957 — Delo bílo v Penkove (Дело было в Пенькове, Va passar a Penkovo)
- 1959 — Maískie zviozdi (Майские звёзды, Estrelles de maig)
- 1962 — Na semi vetrakh (На семи ветрах, Set vents)
- 1963 — Zimnie etíudi (Зимние этюды, Impressions d'hivern)
- 1965-66 — Geroi naixego vremeni (Герой нашего времени, Heroi del nostre temps)
- 1968 — Dojiviom do ponedelnika (Доживём до понедельника, Viuran fins dilluns)
- 1972 — A zori zdes tíkhie (А зори здесь тихие... Les albes són tranquil·les)
- 1974 — Under en steinhimmel (Под каменным небом, Sota el cel de pedra)
- 1977 — Béli Bim txernoe ukho (Белый Бим, чёрное ухо Bim blanc, orella negra)
- 1979 — Proféssia - kinoaktior (Профессия — киноактёр, Professió; actor de cinema)
- 1980 — Eskadron gusar letuchikh (Эскадрон гусар летучих, Esquadró d'hússars volants)
- 1984 — I na kàmniakh rastut derévia (И на камнях растут деревья, Els arbres també creixen sobre les pedres)
- 1989 — Iz jizni Fíodora Kuzkina (Из жизни Фёдора Кузькина, Sobre la vida de Fíodor Kuzkin)

## Premis
La seva pel·lícula de 1978 Dojiviom do ponedelnika va guanyar el Premi d'Or al 6è Festival Internacional de Cinema de Moscou.
Les pel·lícules de Rostotski A zori zdes tíkhie (1972) i Béli Bim txernoe ukho (1977) foren nominades a l'Oscar a la millor pel·lícula de parla no anglesa, i l'última va guanyar el Globus de Cristall al Festival Internacional de Cinema de Karlovy Vary.